# Dominika Cibulková
Dominika Cibulková, född 6 maj 1989 i Bratislava är en kvinnlig slovakisk professionell tennisspelare.
Cibulková har spelat en Grand slam-final, Australiska öppna 2014. Hon vann åttondelsfinalen över Marija Sjarapova, kvartsfinalen över  Simona Halep och i semifinalen över Agnieszka Radwańska. Finalen förlorade hon mot Li Na.